# A Warrior's Heart
Pour les articles homonymes, voir Warrior.

A Warrior's Heart est un film américain réalisé par Michael F. Sears en 2011.

## Synopsis
Dans le choc et le déni de la mort de son père (ancien Marine) lors d'une bataille, la star du jeu de crosse Conor Sullivan (Kellan Lutz), marginal et tête brûlée, peine à venir à bout des tendances suicidaires de sa mère, Claire. Mais, tandis qu'il s'entraîne dur dans un camp de crosse sous la tutelle d'un ancien frère d'armes de son père, le Sgt. Major Duke Wayne, il va découvrir, à travers le sport, le véritable sens de la maturité et, peu à peu, devenir un homme.

## Fiche technique
- Réalisation : Michael F. Sears
- Dates de sortie :
  - 13 mai 2011 : Festival de Cannes
  - 2 décembre 2011 : USA

## Distribution
- Ashley Greene : Brooklyn
- Kellan Lutz : Conor Sullivan
- Cary Elwes : David Milligan
- Gabrielle Anwar : Claire Sullivan